# فلوریان راسپنتینو
فلوریان راسپنتینو (انگلیسی: Florian Raspentino؛ زادهٔ ۶ ژوئن ۱۹۸۹) بازیکن فوتبال اهل فرانسه است.
از باشگاه‌هایی که در آن بازی کرده‌است می‌توان به باشگاه فوتبال والنسین، باشگاه فوتبال استاد برستوا ۲۹، باشگاه فوتبال نانت، باشگاه فوتبال دیژون، باشگاه فوتبال باستیا، باشگاه فوتبال کان، و باشگاه فوتبال المپیک مارسی اشاره کرد.